# Chuvashfilm
Chuvashfilm (tiếng Nga: ГУ «Чувашкино») là một hãng phim lớn của nước Cộng hòa Chuvash thuộc Liên bang Nga.